# Kūsehābād
Kūsehābād (persiska: كوسِه آباد, کوسه آباد) är en ort i Iran.   Den ligger i provinsen Västazarbaijan, i den nordvästra delen av landet, 600 km väster om huvudstaden Teheran. Kūsehābād ligger 1 287 meter över havet och antalet invånare är 198.
Terrängen runt Kūsehābād är platt österut, men västerut är den kuperad. Terrängen runt Kūsehābād sluttar österut.Runt Kūsehābād är det ganska tätbefolkat, med 185 invånare per kvadratkilometer. Närmaste större samhälle är Urmia, 15,2 km nordväst om Kūsehābād. Trakten runt Kūsehābād består till största delen av jordbruksmark.